# 皮子寮
皮子寮，原寫為皮仔藔，是臺灣南投縣名間鄉的一個傳統地域名稱，位於該鄉西部偏北。相較於今日行政區，其範圍大致包括赤水村北大半部(民國67年以前為錦梓村全部)、大坑村西北大半部。

## 歷史
台灣清治末期至日治初期，皮子寮地區為一街庄，稱為「皮仔藔庄」，隸屬於武東堡。該庄北與廍下庄為鄰，東與大庄、田仔庄為鄰，南邊為赤水庄，西邊為普興庄、大平庄。
1901年（日治明治三十四年）11月，全台廢縣廳改設二十廳，該庄隸屬於南投廳。1903年（明治三十六年）6月，該庄編入「皮仔寮區」，隸屬於南投廳。1909年（明治四十二年）10月，合併二十廳為十二廳，皮仔寮區仍隸屬於南投廳。1920年（大正九年），全台地方制度大改正，廢十二廳改設五州二廳，該庄改制並雅化為「皮子寮」大字，隸屬於臺中州南投郡名間庄。
戰後名間庄改制為名間鄉，隸屬於臺中縣，大字亦改制為村。1950年10月，中、彰、投分治，名間鄉改隸屬南投縣。

## 聚落
本地區發展較早的聚落為土地公崎、皮仔藔、籃口店仔、大坑墘（大坑）等，在日治期初期的官方地圖上已有記載。此外，本地區尚有錦梓、南田等聚落。

## 交通
縣道139乙線（皮仔寮巷、瓦厝巷）是橫山至名間的道路，大致以北北西—南南東走向由皮子寮地區北部邊界中央偏西入境後轉南微西，至近南部邊界處轉東南東再轉南南西出境。由該道路向北北西轉北北東可前往廍下、許厝寮東端、許厝寮與西施厝坪交界地帶、西施厝坪地區南部橫山聚落北郊並止於縣道139號轉角路口；向南南西可前往赤水、弓鞋、松柏坑、頂新厝、名間並止於省道台3線路口。
縣道150號（南田路、南田路新路）是芳苑至南投的道路，大致以西南—東北走向由本地區南部邊界中央略偏西入境後，轉西北再轉北再轉東北東，經南田聚落後轉東北以至於木地區北部邊界東側出境。由該道路向西南轉西可前往田中、北斗、埤頭、二林、芳苑等地；向東北可前往廍下東南端、大庄、茄苳腳並止省道台3線路口，也是省道台14乙線終點路口。
鄉道投24線（南田路舊路）是大庄至新街的道路，其西側端點位於本地區北部邊界東側，也就大庄聚落西南郊的縣道150號路口。由此向東北東沿一小段邊界而行，出境後進入大庄聚落（有一段路屬於廍下地區東南端）蜿蜒而行，於聚落內轉東北經鄉道投30線路口，再轉東北東經投28線起點路口後出聚落，可前往大庄與田子交界地帶、新街與田子交界地帶、新街北部並止於省道台3線路口。
鄉道投29線（大坑墘巷、竹圍巷）是茄苳腳至赤水的道路，大致以東北—西南走向到達本地區東南部凸出部分的東北側邊界後，轉西北西沿一小段邊界而行後轉南入境，至大坑墘聚落轉西南，經鄉道投34線路口後轉西南西，出聚落後蜿蜒而行以至於本地區南部邊界東側出境。由該道路向東北可前往田子、田子與新街交界地帶、新街與大庄交界地帶、茄苳腳南側並止於縣道150號路口；向西南西轉西可前往赤水並止於鄉道投36線路口。
鄉道投34線（無名道路、籃口巷、武東巷）是錦梓至頂新厝的道路，其西側端點位於本地區北部偏西的縣道139乙線路口。由此向東南東行經縣道150號路口後，轉南再轉東南再轉南再轉東南東蜿蜒而行，至大坑墘聚落經鄉道投29線路口後，轉東北再轉東南於本地區東南端出境後，可前往赤水東北端、頂新厝東北部並止於鄉道投31線、投36線路口。

## 學校
- 名崗國小